# Орден Дружби народів (Башкортостан)
Орден Дружби народів (башк. Халыҡтар Дуҫлығы ордены) — державна нагорода Башкортостану.

## Історія
Заснований в 1998 році. Перше нагородження відбулося 22 лютого 2000 року. Першим кавалером ордену став губернатор Ханти-Мансійського автономного округу — Югри Олександр Васильович Філіпенко.

## Підстави нагородження
Згідно з законом, орденом нагороджують громадян Російської Федерації, іноземних громадян та осіб без громадянства:
1. за великий внесок у зміцнення дружби і співробітництва між народами;
2. за високі досягнення в розвитку економіки Республіки Башкортостан;
3. за заслуги у державному будівництві Республіки Башкортостан;
4. за плідну діяльність у розвитку науки;

## Порядок нагородження
Орденом нагороджує глава Башкортостану. Про нагородження видається відповідний указ.